# Canthon divinator
Canthon divinator е вид бръмбар от семейство Листороги бръмбари (Scarabaeidae).

## Разпространение
Този вид е разпространен в Бразилия.